# Uhrynów (obwód tarnopolski)
Uhrynów (ukr. Угринів, Uhryniw) – wieś w dorzeczu Złotej Lipy w rejonie tarnopolskim obwodu tarnopolskiego w granicach Ukrainy. W II Rzeczypospolitej miejscowość należała do gminy Siółko powiatu podhajeckiego województwa tarnopolskiego.
Do 2020 w rejonie podhajeckim.